# Sistema estereoscópico de alta energía
El Sistema Estereoscópico de Alta Energía (H.E.S.S.) es un sistema de Telescopios de Imágenes Atmosféricas  Cherenkov para la investigación de rayos gamma cósmicos en la gama de energía de fotones de 0.03 a 100 TeV. El acrónimo se eligió en honor de Victor Hess, quién fue el primero en observar los rayos cósmicos.
El nombre también destaca dos características principales de la instalación, la observación simultánea de destellos con varios telescopios, bajo diferentes ángulos de visión, y la combinación de telescopios en un sistema mayor para aumentar el área de detección efectiva de rayos gamma. H.E.S.S. permite la exploración de fuentes de rayos gamma con intensidades a un nivel de unas pocas milésimas partes del flujo de la Nebulosa del Cangrejo.
H.E.S.S. tiene cinco telescopios, cuatro con un espejo de poco menos de 12 m de diámetro, dispuestos a una distancia de 120 m entre sí en un cuadrado, y un telescopio más grande con un espejo de 28 m, construido en el centro de la matriz. Este sistema actual, llamado H.E.S.S. II, vio su primera luz a las 0:43 a. m. el 26 de julio de 2012.
Al igual que con otros telescopios de rayos gamma, H.E.S.S. observa procesos de alta energía en el universo. Las fuentes productoras de rayos gamma incluyen remanentes de supernova, núcleos galácticos activos y nebulosas de pulsares. También prueba activamente teorías no probadas en física, como buscar la señal de aniquilación de rayos gamma predicha de partículas de materia oscura WIMP y probar las predicciones de invariancia de Lorentz de la gravedad cuántica de bucle.
H.E.S.S. se encuentra en la granja de la familia Cranz, Göllschau, en Namibia, cerca de Gamsberg, un área bien conocida por su excelente calidad óptica. El primero de los cuatro telescopios del proyecto de la Fase I del H.E.S.S. entró en operación en el verano de 2002; los cuatro estaban operativos en diciembre de 2003.
En 2004 H.E.S.S. fue el primer experimento de IACT que resolvió espacialmente una fuente de rayos gamma cósmicos.
En 2005, se anunció que H.E.S.S. había detectado ocho nuevas fuentes de rayos gamma de alta energía, duplicando el número conocido de dichas fuentes. A partir de 2014, H.E.S.S. descubrió más de 90 fuentes de rayos gamma de Tera-Electronvolt.

En 2016, la colaboración de HESS informó observaciones de rayos gamma profundas que muestran la presencia de protones de petaelectronvoltios originados en Sagitario A*, el agujero negro supermasivo en el centro de la Vía Láctea, y por lo tanto deben considerarse como una alternativa viable a los remanentes de supernova como fuente de rayos cósmicos galácticos de petaelectronvoltios.
|                                                                                      |
| A 1/30 scale model of a H.E.S.S. telescope on display in the Science Museum, London. |

|                                       |
| Four telescopes in operation at night |

|                                |
| Aerial view of H.E.S.S. (2017) |